# 生成音楽理論
生成音楽理論（英: A Generative Theory of Tonal Music、略語：GTTM）は、作曲家・音楽学者のen:Fred Lerdahlと言語学者のレイ・ジャッケンドフによって提唱された認知的音楽理論である。

## 概要
GTTMはシェンカー理論およびノーム・チョムスキーの生成文法に着想を得た音楽理論であり、認知過程を踏まえた音楽の階層的な構造解析を目的とする。音楽理論としての大きな特徴は、楽曲の簡約(Reduction)や木構造による表現である。GTTMによる音楽の構造解析は、音楽の認知に必要とされる以下4つのサブ理論から成る。

### グルーピング構造 (Grouping Structure)
グルーピング構造の解析では、楽曲中の動機や楽節といった単位のグループに分節し、分節された各グループの階層構造を定める。

### 拍節構造 (Metrical Structure)
拍節構造の解析では、各拍節レベルにおける強拍と弱拍を定める。グルーピング構造の解析と拍節構造の解析によりタイムスパン木が作られる。

### タイムスパン簡約 (Time-Span Reduction)
タイムスパン簡約では、グルーピング構造の解析と拍節構造の解析をもとに構造的に重要な音の選出を繰り返し、ボトムアップに木構造を作る。各部分の構造的に重要な音は「ヘッド(Head)」と呼ばれる。

### 延長的簡約 (Prolongational Reduction)
延長的簡約では、機能和声に基づく緊張-弛緩構造をトップダウンに分析する。「延長」はグループ階層の境界を跨ぐことに由来する。

## 応用
現在までにGTTMに基づく構文解析機"Interactive GTTM Analyzer"が実装されている。その他、会議システムへの応用といった派生的な研究が試みられている。